# Cyclopsitta
Cyclopsitta är släkte i familjen östpapegojor inom ordningen papegojfåglar. Arterna i släktet förekommer på Nya Guinea och närliggande öar samt i östra Australien. Listan nedan med fyra arter följer International Ornithological Congress, med kommentarer om avvikelser:
- Blåpannad fikonpapegoja (C. gulielmitertii)
- Svartpannad fikonpapegoja (C. nigrifrons) 
  - C. g. amabilis – urskilj som egen art av BirdLife International
- Svartkindad fikonpapegoja (C. melanogenia)
- Dubbelögd fikonpapegoja (C. diophthalma)
  - C. g. coxeni – urskilj som egen art av BirdLife International